# CoCo (chanson de O.T. Genasis)
Pour les articles homonymes, voir Coco.
Singles de O.T. Genasis
Touchdown (Remix)
(2014) Ricky
(2015)
CoCo est un single musical du rappeur américain O.T. Genasis sorti en octobre 2014. La chanson est un hymne à la cocaïne.

## Paroles
O.T. Genasis répète dans CoCo son amour de la cocaïne. Le rappeur scande « I’m in love with the coco, I’m in love with the coco, I got it for the low low… »,.

## Accueil critique
Pour Les Inrocks, le morceau est « idéal pour poser son cerveau pendant quatre minutes et laisser libre cours à la débilité latente qui sommeille ». Le magazine poursuit que « rapper des conneries sur des instrus basiques n’a rien de nouveau dans le hip-hop de divertissement ».

## Classements
| Classement (2014–15)                    | Meilleure position |
| --------------------------------------- | ------------------ |
| Belgique (Flandre Ultratop 50 Singles)  | 16                 |
| Belgique (Flandre Ultratop R&B/Hip-Hop) | 5                  |
| Belgique (Wallonie Ultratop 50 Singles) | 22                 |
| Canada (Hot 100)                        | 37                 |
| France (SNEP)                           | 23                 |
| Suisse (Schweizer Hitparade)            | 64                 |
| Royaume-Uni (UK R&B Chart)              | 21                 |
| États-Unis (Hot 100)                    | 20                 |
| États-Unis (R&B/Hip-Hop Songs)          | 7                  |
| États-Unis (Rap Songs)                  | 4                  |